# Organizace Gehlen
Organizace Gehlen (též Gehlenova organizace) (německy Organization Gehlen) byla zpravodajská služba, kterou v červnu 1946 zřídily úřady americké okupační zóny převážně z německých pracovníků. Je předchůdcem Spolkové zpravodajské služby.

## Vznik
Organizace byla založena v dubnu 1945 z pozůstatků 12. oddělení generálního štábu pozemních vojsk (Oddělení Cizí vojska - Východ). Náčelníkem organizace byl od počátku až do konce generál wehrmachtu Reinhard Gehlen. Organizace sídlila ve výslechovém táboře Camp King v Oberurselu, v prosinci roku 1947 se přestěhovala do Pullachu.

## Činnost
Od počátku své činnosti byla Organizace řízena americkými vojenskými okupačními orgány prostřednictvím styčných důstojníků. Při výběru zaměstnanců Organizace bylo Gehlenovi vytýkáno, že preferoval antikomunismus před kompromitací nacionálním socialismem.
Organizace se snažila působit po celém území Německa, ve všech okupačních zónách, ale i jinde v Evropě. Zaměřovala se na sběr informací jak vojenského, tak hospodářského významu. Výsledky své činnosti poskytovala vojenským orgánům USA, které ji na oplátku zabezpečovaly materiálně a finančně. Mezi největší skandály organizace patřilo odhalení agenta KGB Heinze Felfeho či zveřejnění faktu, že organizace sleduje německé politiky. Organizace byla ale zároveň cílem východoněmecké státní bezpečnosti. Naproti tomu se Organizaci podařilo získat spolupracovníky ve východoněmecké státní bezpečnosti či na sovětském velvyslanectví v Západním Německu či v západoněmeckých organizacích skrytě řízených z Východu (např. Svobodné německé mládeže FDJ).
Od 1. července 1949 přešla Organizace pod přímé řízení nověvzniklé americké CIA. 27. září 1950 byl v Německu schválen zákon o ochraně ústavy, což byl první krok k pozvolnému přechodu Organizace pod správu německých orgánů.

## Zánik
Po přijetí Spolkové republiky Německo do NATO nic nebránilo k převedení Organizace Gehlen pod přímou kompetenci spolkové vlády. Stalo se tak 1. dubna 1956 vznikem Spolkové zpravodajské služby, čímž Organizace Gehlen zanikla.